# Coppa Italia 1974 (hockey su pista)
La Coppa Italia 1974 è stata l'8ª edizione della principale coppa nazionale italiana di hockey su pista. La manifestazione si è conclusa l'8 ottobre 1974.
Il trofeo è stato conquistato dal Trissino per la prima volta nella sua storia.

## Risultati

### Finale
| Squadra 1 | Totale | Squadra 2      | Andata | Ritorno |
| --------- | ------ | -------------- | ------ | ------- |
| Trissino  | 11 - 8 | AFP Giovinazzo | 5 – 5  | 6 – 3   |

#### Gara di andata
| Trissino 1º ottobre 1974 | Trissino | 5 – 5 | AFP Giovinazzo |  |

#### Gara di ritorno
| Giovinazzo 8 ottobre 1974 | AFP Giovinazzo | 3 – 6 | Trissino |  |